# Aremi Fuentes
Aremi Fuentes Zavala (ur. 23 maja 1993 w Tonali) – meksykańska sztangistka, brązowa medalistka igrzysk olimpijskich i srebrna medalistka igrzysk panamerykańskich.
Na igrzyskach olimpijskich w Tokio w 2020 roku wywalczyła brązowy medal w wadze lekkociężkiej. W zawodach tych wyprzedziły ją jedynie Neisi Dajomes z Ekwadoru i Katherine Nye z USA. W tej samej kategorii wagowej zdobyła również srebrny medal na igrzyskach panamerykańskich 2019 roku, natomiast w kategorii wagowej do 69 kg włącznie wywalczyła dwa brązowe medale igrzysk panamerykańskich – w 2011 i 2015 roku. Wywalczyła również brązowy medal w wadze ciężkiej podczas igrzysk olimpijskich młodzieży w Singapurze w 2010 roku.